# Nordirische Fußballnationalmannschaft (U-21-Männer)
Die nordirische U-21-Fußballnationalmannschaft ist eine Auswahlmannschaft nordirischer Fußballspieler. Sie unterliegt der Irish Football Association und repräsentiert ihn auf der U-21-Ebene, in Freundschaftsspielen gegen die Auswahlmannschaften anderer nationaler Verbände, aber auch bei der Europameisterschaft des Kontinentalverbandes UEFA. Spielberechtigt sind Spieler, die beim ersten Qualifikationsspiel zu einem Turnier ihr 21. Lebensjahr noch nicht vollendet haben. 

## Geschichte
Ihr erstes Länderspiel bestritt die Nordirische U-21 gegen den Nachbarn aus Irland. Das Spiel am 8. März 1978 endete 1:1-Unentschieden. 
Bisher schaffte es die Nachwuchsmannschaft noch nicht für eine Europameisterschaft zu qualifizieren.

### Entwicklung seit 2006
Da die nächste Europameisterschaft nach der EM 2006 nicht erst wie üblich zwei Jahre später, sondern bereits 2007 stattfand, wurde die entsprechende Qualifikation in einem Schnellverfahren ausgespielt. Angefangen mit einer Vorrunde, über eine kurze Gruppenphase mit drei Mannschaften und den Play-off-Games. Nordirland musste bereits in die Vorrunde einsteigen. Dort traf die Mannschaft auf Liechtenstein. Beide Spiele wurden souverän gewonnen im Hinspiel gab es einen 4:1-Sieg, auf heimischen Boden einen 4:0-Erfolg. Anschließend kam es zur Gruppenauslosung. In der Gruppe 10 wurde ihnen Deutschland und Rumänien zugelost. Es fand nur ein Spiel gegen jede Mannschaft statt, so dass die Teams je einmal Auswärts und einmal Heimrecht hatten. In der ersten Partie, am 16. August 2006 trat das Team auswärts gegen Rumänien an. Eine 0:3-Niederlage begrub schnell die Träume an einer Play-off-Teilnahme. Zwei Wochen später, stand die Auswahl Deutschland gegenüber. Die DFB-Kicker taten sich schwer gegen die Inselfußballer. Allerdings ging auch dieses Spiel mit 2:3 aus Sicht der Nordiren verloren.
Bei der Qualifikation zur Euro 2009 mussten sich die Nordiren in der Gruppe 10 mit Deutschland, Israel, Moldawien und Luxemburg messen. Nach acht Spielen konnten vier Siege und vier Niederlagen verbucht werden. Es wurde der dritte Platz erreicht, fünf Punkte hinter Deutschland und Israel. Gegen beide Teams wurden alle vier Spiele verloren. Gegen Deutschland endeten beide Vergleiche 0:3. Fünf unterschiedliche Schützen, Rouwen Hennings (2), Mesut Özil im Hinspiel, Toni Kroos, Daniel Halfar und Dennis Aogo im Rückspiel, trafen dabei gegen die Nordiren. Mit einer Tordifferenz von 13:12 hatten die Inselfußballer ein positives Verhältnis. Den höchsten Sieg konnte das Team am 16. November 2007 gegen Liechtenstein feiern.

## Teilnahme bei U-21-Europameisterschaften
| 1978                         | nicht teilgenommen |
| 1980                         | nicht qualifiziert |
| 1982                         | nicht qualifiziert |
| 1984                         | nicht qualifiziert |
| 1986                         | nicht qualifiziert |
| 1988                         | nicht qualifiziert |
| 1990                         | nicht qualifiziert |
| 1992                         | nicht qualifiziert |
| 1994 in Frankreich           | nicht qualifiziert |
| 1996 in Spanien              | nicht qualifiziert |
| 1998 in Rumänien             | nicht qualifiziert |
| 2000 in der Slowakei         | nicht qualifiziert |
| 2002 in der Schweiz          | nicht qualifiziert |
| 2004 in Deutschland          | nicht qualifiziert |
| 2006 in Portugal             | nicht qualifiziert |
| 2007 in den Niederlanden     | nicht qualifiziert |
| 2009 in Schweden             | nicht qualifiziert |
| 2011 in Dänemark             | nicht qualifiziert |
| 2013 in Israel               | nicht qualifiziert |
| 2015 in Tschechien           | nicht qualifiziert |
| 2017 in Polen                | nicht qualifiziert |
| 2019 in Italien & San Marino | nicht qualifiziert |
| 2021 in Slowenien & Ungarn   | nicht qualifiziert |
| 2023 in Rumänien & Georgien  | nicht qualifiziert |

Bemerkung: Zwischen 1978 und 1992 wurde die Endrunde einer U-21-Europameisterschaft nicht in einem Land ausgetragen, sondern durch Hin- und Rückspiele in den jeweiligen teilnehmenden Nationen absolviert.

## Trainer
unvollständig
- Danny Blanchflower (1978–?)
- Billy Bingham (1990–?)
- Bryan Hamilton (1994–?)
- Roy Millar (1998–?)
- Chris Nicholl (1998–1999)
- Roy Millar (2000–2008)
- Steve Beaglehole (2008–)

## Ehemalige und bekannte Spieler
Auswahl
- Kingsley Black
- Noel Brotherston
- Roy Carroll
- Craig Cathcart
- Mal Donaghy
- Jonny Evans
- Robert Garrett
- Mark Hughes
- Tony Kane (U-21-Nationalspieler für Nordirland und Irland)
- Kyle Lafferty
- Daniel Lafferty
- Jimmy Nicholl
- Maik Taylor